# Bluebird (Emmylou Harris)
Bluebird is het vijftiende studioalbum van de Amerikaanse countryartiest Emmylou Harris, uitgebracht op 10 januari 1989 door Warner Records. Het album bevat voornamelijk interpretaties van werk van artiesten zoals de McGarrigle Sisters, Tom Rush en Rodney Crowell, en bevatte haar meest recente single die in de top 10 van de country-hitlijst terechtkwam, "Heartbreak Hill". Het album kreeg hernieuwde aandacht in 2004 toen "Heaven Only Knows" werd gebruikt in de eerste aflevering van het vijfde seizoen van The Sopranos.